# توماس إي. مان
توماس إي. مان (بالإنجليزية: Thomas E. Mann)‏ هو عالم سياسة أمريكي، ولد في 10 سبتمبر 1944 في ميلواكي في الولايات المتحدة.

## وصلات خارجية
- توماس إي. مان على موقع إن إن دي بي (الإنجليزية)